# Bierbaum-Turm

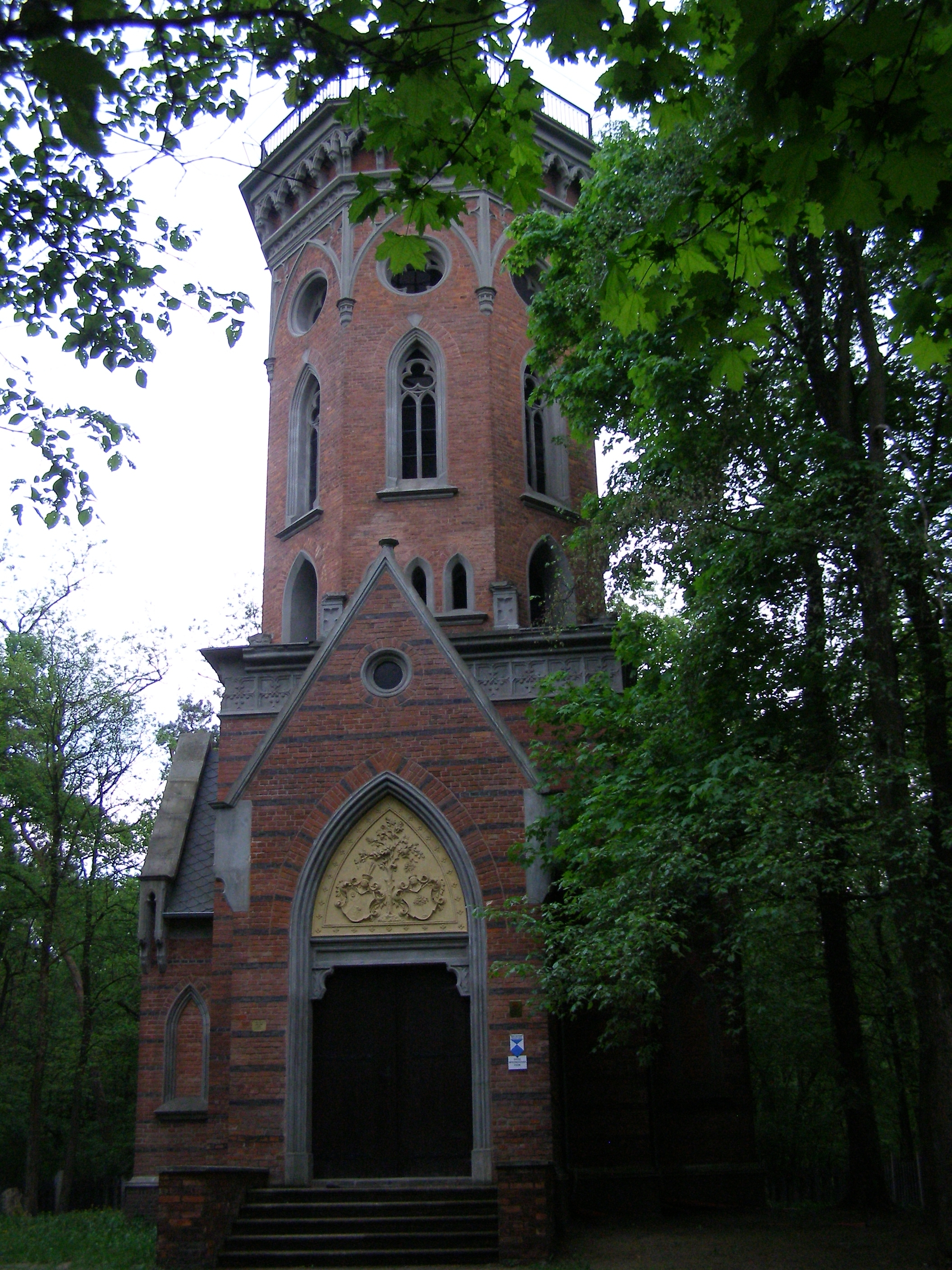
Der Turm mit den zwei Wappenkartuschen über dem Eingang

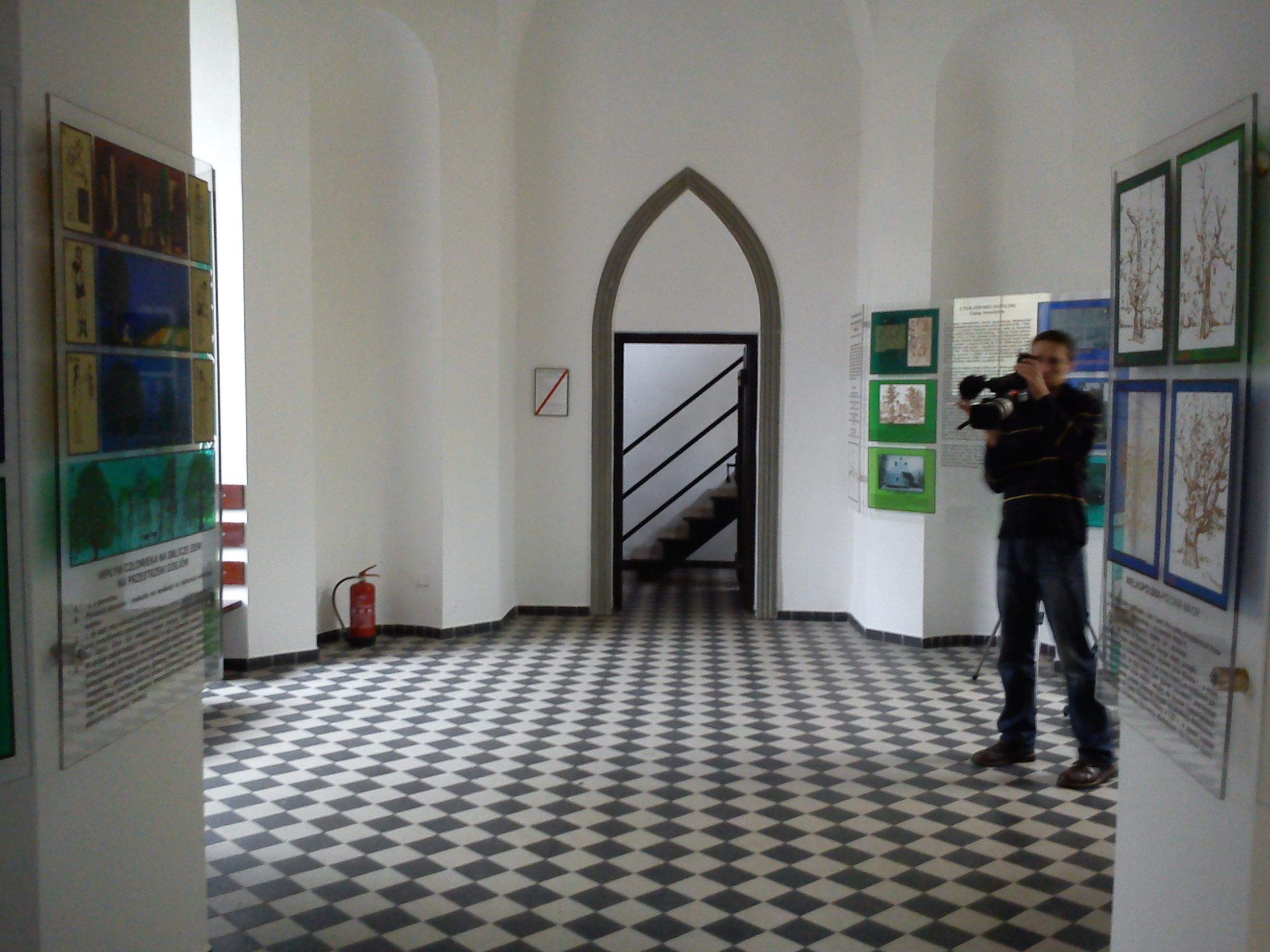
Die Ausstellung im Inneren

Der Bierbaum-Turm ist ein Aussichtsturm im Norden des Wielkopolski-Nationalparks in der Nähe des Ortes Szreniawa. Der Turm gehört zum Nationalmuseum der Landwirtschaft und der Landwirtschaftslebensmittelindustrie und wird von der Nationalparkverwaltung (Ośrodek Muzealno-Dydaktyczny Wielkopolskiego Parku Narodowego) in Jeziory betrieben.
Der Turm, auch als „Bierbaum-Mausoleum“ (Mauzoleum Bierbaumów) bezeichnet, liegt etwa 500 Meter ostwärts des ehemaligen Bierbaum’schen Herrenhauses im Wald. Er wurde um 1860 vermutlich nach einem Projekt von Martin Gropius errichtet. Die genauen Umstände des Baus wie auch die Funktion des Turmes sind nicht bekannt. Vermutlich ließ Leonhard (auch als Herrmann benannt) Bierbaum ihn als Gedenkstätte für seine jung verstorbene Tochter und als Mausoleum der Familie bauen. Strittig ist, ob die Tochter und weitere Familienangehörige hier tatsächlich bestattet wurden, oder es sich vielmehr um einen symbolischen Gedenkort handelte.
Das Gebäude wurde im neugotischen Stil aus rotem Backstein errichtet. Er verfügt über einen kreuzförmigen Grundriss (13,5 m × 10,5 m). Zentrales Element ist der Turm, der an seiner Basis in der Form eines Quaders mit quadratischem Grundriss, und oberhalb einer Höhe von 10 Metern achteckig ausgeführt ist. Über dem Haupteingang befindet sich ein Wappen des Erbauers. Auf der Turmspitze befindet sich in 22 Metern Höhe eine Dach- und Aussichtsterrasse.
Der untere Teil des Gebäudes verfügt über horizontal eingemauerte, braune Streifen an der Außenmauer. Gesimse, Fensterrahmen und weitere dekorative Elemente aus Kunststein dekorieren und gliedern die Fassade. Im Jahr 1993 wurde das Gebäude unter Denkmalschutz gestellt und einer umfangreichen Instandsetzung unterzogen. Im Inneren wird eine kleine Ausstellung zur Geschichte des Nationalparks sowie der Entwicklung der Region von der Altsteinzeit bis heute gezeigt.